# Andrew Christian
Andrew Christian est une marque américaine de sous-vêtements, maillots de bain et sous-vêtements de sport pour homme. 
Fondée par Andrew Christian en 2001, elle se place sur un marché de niche en ciblant la clientèle homosexuelle. 
Pour ses campagnes de publicité, la marque s'offre les services de plusieurs stars du porno gay, parmi lesquelles Brent Corrigan, Topher DiMaggio ou encore Quinn Jaxon. La production est localisée en Chine et en Thaïlande.